# Pien Collegio

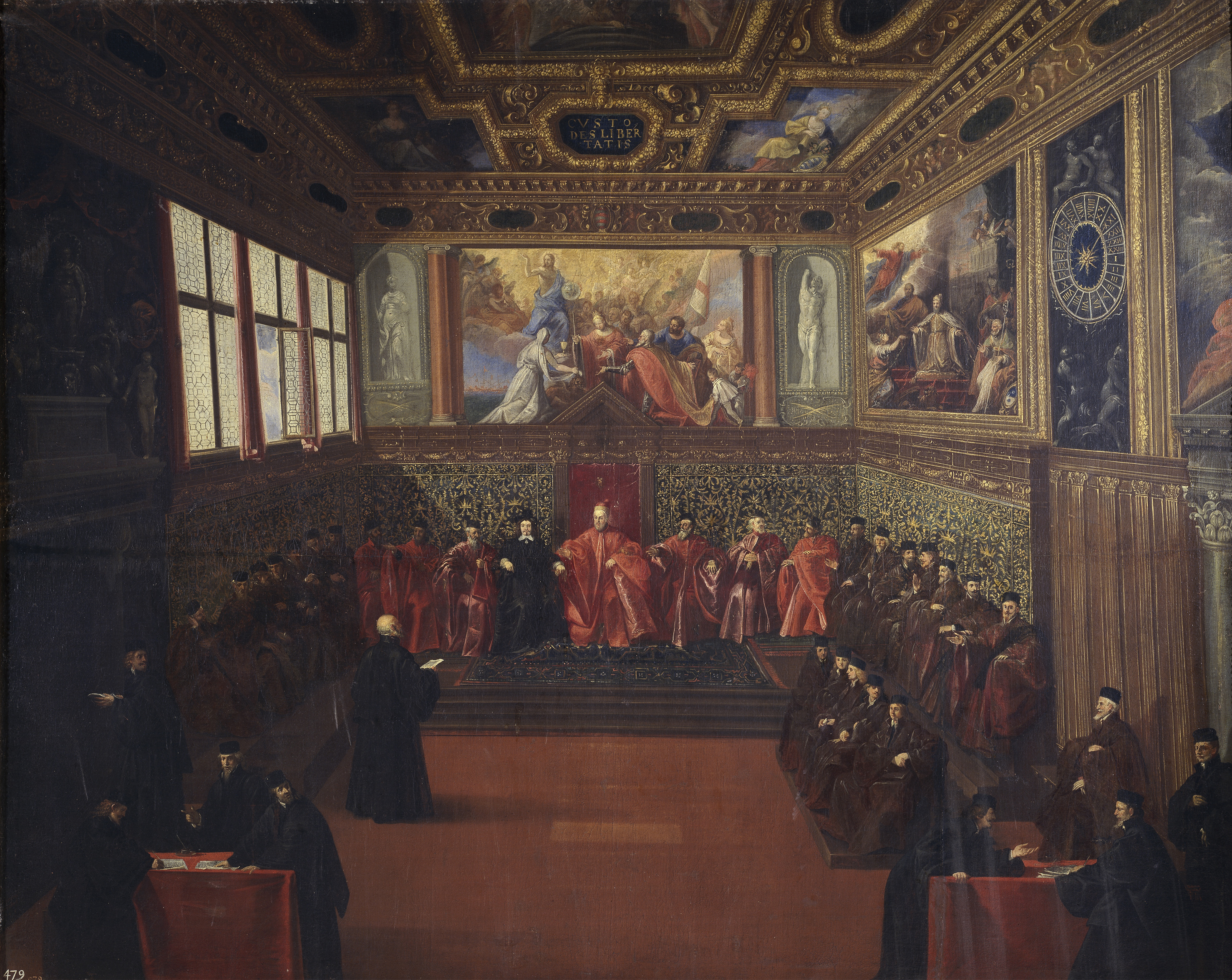
Ricevimento dell'ambasciatore spagnolo presso la Sala del Collegio nel Palazzo Ducale, 1604. Dipinto di Pietro Malombra.

Il Pien Collegio era il principale organo esecutivo della Repubblica di Venezia atto principalmente a supervisionare l'amministrazione, la gestione, programmi e gli ordini del giorno del Senato veneziano.
Il Pien Collegio era composta dal doge e dai membri della Serenissima Signoria (sei consiglieri ducali del Minor Consiglio e i tre capi del Consiglio dei Quaranta) oltre a tre consigli di savi ("saggi") incaricati con responsabilità particolari: i sei Savi del Consiglio, i cinque Savi di Terraferma (per le problematiche dei possedimenti della terraferma veneziana) e i Savi agli Ordini (per le questioni marittime).
Anche qua come in altre  magistrature superiori la Repubblica impose delle restrizioni sui requisiti all'ammissibilità alla carica per i savi. In particolare i membri dovevano venire eletti dal Senato veneziano e dovevano servire un mandato di sei mesi con l'impossibilità di venire rieletti nello stesso ufficio per i tre o sei mesi successivi.
Il Pien Collegio si riuniva tutti i giorni, sotto la presidenza del doge.
I Savi del Consiglio avevano il compito di redigere l'agenda, leggere i rapporti e le missive da inviare all'estero, dare udizione alle ambasciate estere e preparare gli atti da votare da presentare in Senato. Inoltre a propria discrezione, su questioni urgenti in materia di finanza o affari esteri il Collegio poteva preparare degli atti da mettere al voto al Consiglio dei Dieci.